# Pratt & Whitney
Pratt & Whitney е американски производител на авиационни двигатели за гражданската и военна авиация (компанията е част от „голямата тройка“ на производителите на авиационни двигатели, заедно с британската Rolls-Royce Holdings и американската General Electric).
Освен авиационни двигатели, Pratt & Whitney произвежда модулни и мобилни газотурбинни електрогенератори за индустриални цели, двигатели за локомотиви, ракетни двигатели.
Компанията е едно от четирите подразделения на Raytheon Technologies.

## История
Pratt and Whitney Company е основана през 1860 г. в Хартфорд, Кънектикът от Франсис Прат и Амос Уитни, двама бивши служители на Colt. Тяхната компания се разраства бързо по време на Гражданската война в САЩ, а след войната започва да произвежда и промишлено оборудване. След края на Първата световна война компанията трябва почти напълно да ограничи производството на оръжия поради криза на свръхпроизводство и компанията решава да инвестира печалбите си в разработването на нов модел авиационен двигател. Първият двигател на Pratt & Whitney, „Wаsp“, е завършен точно преди Коледа през 1925 г. „Wаsp“ развива мощност от 425 к.с. (317 kW) по време на третия тест. Той лесно преминава квалификационните тестове на флота през март 1926 г. и американският флот поръчва 200 двигателя през октомври.
През 1925 г. Frederick Brant Rentschler придобива част от Pratt & Whitney и през 1929 г. инициира сливането ѝ с Boeing Airplane Company, както и с Thomas Hamilton (производител на витла) и Chance Vought (производител на самолети) в корпорация United Aircraft and Transport. Публичното предлагане на корпорацията донася 14 милиона долара, които са използвани за придобиването на още няколко производителя на самолети и компоненти, включително Sikorsky Aircraft, както и няколко авиокомпании. През 1934 г. Boeing е изключен от корпорацията. През 30-те години Pratt & Whitney доставя двигатели за британски и френски военни самолети, а до края на десетилетието участва във военното изграждане на ВВС на САЩ. Броят на работниците в компанията нараства от 5 хиляди в началото на 30-те години до 40 хиляди през 1943 г.
Веднага след края на Втората световна война 85% от военните поръчки на правителството на САЩ са оттеглени, компанията е принудена да намали броя на работниците до 6 хиляди и започна да разработва реактивни двигатели за своя сметка, изоставайки значително от General Electric и Westinghouse. През 1953 г. е представен J57, превъзхождащ по мощност конкурентите, с които започват да се оборудват с бомбардировачите B-52; до 1956 г. се произвеждат по 3 хиляди от тези двигатели годишно. Доставките на двигатели за пътническите самолети Boeing 707 и Douglas DC-8, започнали в края на 50-те години, превръщат Pratt & Whitney в най-големия производител на авиационни двигатели в Съединените щати.
В началото на 70-те години Pratt & Whitney генерира 75% от приходите на United Aircraft and Transport Corporation, но печалбите ѝ непрекъснато намаляват, затова корпорацията разширява обхвата си на дейност и през 1975 г. променя името си на United Technologies. Намаляването на военните поръчки в началото на 90-те години и спадът в търговските авиолинии водят до значителни загуби за Pratt & Whitney. През този период е създаден International Aero Engines, съвместно предприятие с MTU Aero Engines, Fiat, Rolls-Royce Holdings и Japanese Aero Engines. Разработеният от това предприятие двигател V2500 е използван на самолет Airbus A320.
На 2 август 2005 г. Pratt & Whitney придобива компанията за ракетни двигатели Rocketdyne от Boeing Corporation и преименува компанията на Pratt & Whitney Rocketdyne, Inc. През 2020 г. United Technologies се слива с Raytheon, за да образуват Raytheon Technologies.

## Дейност
Приходите на Pratt & Whitney за 2021 г. са 18,15 милиарда долара, което се равнява на 28% от приходите на Raytheon Technologies. Поръчките от правителството на САЩ възлизат на 5,14 милиарда долара, военните доставки за други страни чрез правителството на САЩ възлизат на 1,27 милиарда долара, а търговските продукти възлизат на 11,2 милиарда долара. По региони на САЩ се падат 9,03 милиарда долара, на Азиатско-тихоокеанския регион – 3,89 милиарда долара, на Европа– 3,49 милиарда долара и на Близкия изток – 441 милиона долара.

## Продукция

### Турбореактивни двигатели за гражданската авиация
- JT3D/TF33
- JT4A
- JT8D
- JT9D
- JT12/J60
- PW1000G
- PW2000/F117
- PW4000
- PW6000
- PW7000
- PW8000
- Engine Alliance GP7200
- International Aero Engines V2500

### Военни турбореактивни двигатели
- J42 (JT6) (Rolls-Royce Nene)
- J48 (JT7) (Rolls-Royce Tay)
- J52 (JT8A)
- J57 (JT3C)
- TF33 (JT3D)
- J58 (JT11D)
- J75 (JT4A)
- TF30 (JT10)
- F100 (JTF22)
- Pratt & Whitney F119 (PW5000)
- Pratt & Whitney F135 (развит от F119)
- PW1120 (развит от F100)

### Бутални двигатели с вътрешно горене
- Pratt & Whitney R-1340}} Wasp
- Pratt & Whitney R-1690}} Hornet
- Pratt & Whitney R-985 Wasp Junior
- Pratt & Whitney R-1535}} Twin Wasp Junior
- Pratt & Whitney R-1830}} Twin Wasp
- Pratt & Whitney R-2000}} Twin Wasp
- Pratt & Whitney R-2180}} Twin Wasp E
- Pratt & Whitney R-2800 Double Wasp
- Pratt & Whitney R-4360 Wasp Major

### Турбовитлов двигател
- Pratt&Whitney T34
- Pratt&Whitney PT6A-27
- Pratt&Whitney Canada PT6A-114A

Турбовални двигатели
- Pratt&Whitney PW206
- Pratt&Whitney PW207
- Pratt&Whitney PW210

### Индустриални турбини
- Pratt&Whitney GG3/FT3
- Pratt&Whitney GG4/FT4
- Pratt&Whitney FT8

## Участие във „Формула 1“
През 1971 г., за единствен път в историята на Формула 1, на стартовата линия излиза кола с газотурбинен двигател на Pratt & Whitney – Lotus 56. Успех обаче не е постигнат в нито едно от 3-те състезания. Единственият финал е на бъдещия двукратен шампион във F1 Емерсон Фитипалди – 8-мо място в Гран при на Италия през 1971 г.